# 올가 피코토바

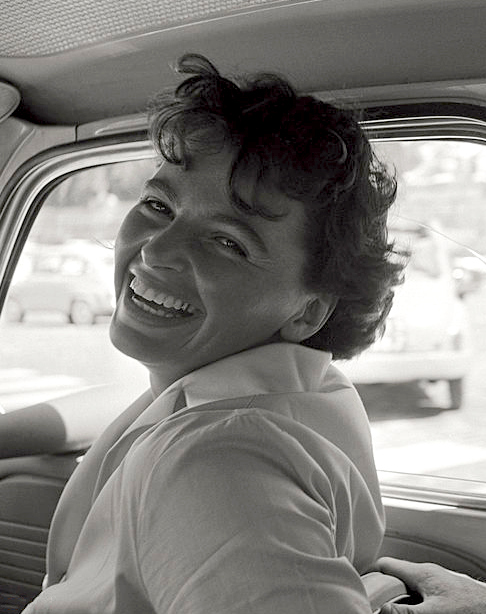
1960년 모습

올가 피코토바(Olga Fikotová, 체코어 발음: [ˈolɡa ˈfˈkotovaː], 1932년 11월 13일~2024년 4월 12일)는 체코슬로바키아 출신의 원반던지기 선수이다. 그녀는 1956년 멜버른 올림픽에서 금메달을 획득한 것으로 가장 잘 알려져 있으며, 미국 해머던지기 금메달리스트 할 콜로니(Hal Connolly)와의 냉전 장벽을 넘은 로맨스로 가장 잘 알려져 있다.

## 생애
타고난 운동선수로서 농구와 핸드볼에서 체코슬로바키아를 대표한 후 1954년에 원반던지기로 전환했다. 2년 후, 여전히 프라하의 찰스 대학교에서 의과대학생이었으며, 호주 멜버른에서 열린 1956년 하계 올림픽에 체코슬로바키아 대표로 출전했다. 당시 24세의 이 선수는 소련의 이리나 베글리야코바(52.54m)와 니나 포노마료바(52.02m)를 53.69m 앞질러 올림픽에서 우승하면서 체코슬로바키아의 유일한 올림픽 금메달리스트가 되었다.